# Маньковское
Маньковское (укр. Маньківське) — село в Благовещенской городской общине Голованевского района Кировоградской области Украины.
До 2020 года входило в Благовещенский район
Население по переписи 2001 года составляло 46 человек. По данным на 01.01.2025 года в селе осталось 12 человек. Почтовый индекс — 26432. Телефонный код — 5259.